# Guernsey Airport
Guernsey Airport is een luchthaven op het eiland Guernsey, dat deel uitmaakt van de Kanaaleilanden. De luchthaven bevindt zich op ongeveer drie kilometer ten zuidwesten van de hoofdstad Saint Peter Port.

## Geschiedenis
Guernsey Airport werd op 5 mei 1939 geopend als vliegveld met een grasbaan. Vanaf oktober 1946 werd het vliegveld regelmatig gebruikt door burgervliegtuigen. In 1960 werd een verharde baan in gebruik genomen, welke ook nu nog wordt gebruikt. In 2004 werd een nieuwe terminal in gebruik genomen.
Guernsey Airport wordt uitsluitend gebruikt voor de burgerluchtvaart. Omdat de Kanaaleilanden een onder Britse toeristen populaire vakantiebestemming vormen, zijn er vanuit Guernsey Airport lijnverbindingen naar diverse bestemmingen in Groot-Brittannië. De luchthaven wordt gebruikt door de lokale maatschappijen Aurigny en Blue Islands, maar ook flybe, Eurowings, VLM (CityJet) en Eastern Airways bieden vluchten aan.